# 小手村
小手村（おてむら）は福島県伊達郡にあった村。現在の伊達市月舘町下手渡・月舘町上手渡・月舘町糠田および川俣町小島にあたる。

## 地理
- 山：堀沢山、女神山、太郎坊
- 河川：広瀬川

## 歴史
- 1889年（明治22年）4月1日 - 町村制の施行により、下手渡村、上手渡村、糠田村、小島村の区域をもって発足。
- 1893年（明治26年）2月3日 - 大字小島が分立して小島村が発足。
- 1955年（昭和30年）3月1日
  - 月舘町と合併し、改めて月舘町が発足。同日小手村廃止。